# Rhytidodus caspicus
Rhytidodus caspicus är en insektsart som beskrevs av Anufriev 1968. Rhytidodus caspicus ingår i släktet Rhytidodus och familjen dvärgstritar. Inga underarter finns listade i Catalogue of Life.